# Igreja Católica no Suriname
A Igreja Católica no Suriname é parte da Igreja Católica universal, em comunhão com a liderança espiritual do Papa, em Roma, e da Santa Sé. O país é cultural e religiosamente muito diverso, e o relatório de 2023 da Fundação ACN relata que os diferentes grupos religiosos coexistem pacificamente e a liberdade religiosa é respeitada.

## História

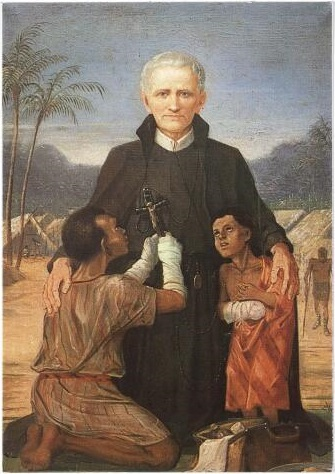
Beato Pedro Donders, apóstolo do Suriname, com os leprosos na Batávia

Antes da chegada dos europeus, a região onde hoje se encontra o território do Suriname era habitado por tribos indígenas, como os aruaques, tupis e caraíbas.
Em 1667, foi estabelecido o Tratado de Breda, que concedeu o Suriname aos holandeses. O catolicismo foi introduzido ao longo da costa em 1683, mas a forte influência dos colonizadores reformados, bem como a presença da escravatura, revelaram-se desanimadoras para a atividade missionária. Houve também divergências entre a Inglaterra e os Países Baixos sobre o controle da região, sendo que os holandeses voltaram a ter a tutela da região em 1816. Devido à influência dos protestantes holandeses, a prática do catolicismo era proibida no Suriname; apenas em 1800 a liberdade religiosa foi permitida no país e a Igreja Católica pôde operar livremente. Em 1817 foi erigida a Prefeitura Apostólica da Guiana Holandesa, quando dois sacerdotes chegaram ao país com permissão da metrópole. A prefeitura foi elevada a Vicariato Apostólico de Paramaribo em 1842, sob o comando dos redentoristas, que tinha como principal objetivo a evangelização e proteção dos escravos africanos, que trabalhavam em duras condições nas plantações. A primeira catedral de São Pedro e São Paulo, em Paramaribo, foi destruída por um incêndio que também destruiu parte da cidade, até que foi comprado um teatro judeu, e este convertido em igreja. É a maior edificação em madeira da América Latina, feita inteiramente em cedro-vermelho. Escravos africanos eram trazidos ao país para trabalhar nas plantações de cana-de-açúcar.
Apenas com a abolição da escravatura, em 1863, foi necessário substituir a mão-de-obra por imigrantes que chegavam de diversas partes do mundo, notadamente da Ásia, como chineses, indianos e indonésios. Esses povos foram os responsáveis pela chegada de grupos religiosos pouco comuns nos países americanos, como os hinduístas e muçulmanos.
Em 27 de outubro de 1809, em Tilburgo, na Holanda, nasceu Pedro Donders, que dedicou grande parte de sua vida cuidando de leprosos na cidade de Batavia, no Suriname. Por sua doação, Pedro é considerado o Apóstolo do Suriname. Ele foi beatificado pelo Papa João Paulo II em 3 de maio de 1982.
A independência da Guiana Holandesa e sua conversão em Suriname se deu em 25 de novembro de 1975. Nesse período, grande parte das escolas do país era administrada pela Igreja, das quais surgiram grandes lideranças que contribuíram para a independência. Cinco anos depois, o governo civil foi derrubado por um golpe militar liderado pelo coronel Dési Bouterse, que ficou no poder até 1990, quando um novo golpe ocorreu, devido aos conflitos étnicos e grupos guerrilheiros. No ano seguinte, o país pôde finalmente voltar a ter eleições livres. Os novos governos reconheceram a diversidade religiosa do país, e permitiu a liberdade de culto.
Em agosto de 1996, um incêndio de origem suspeita destruiu os arquivos da Diocese de Paramaribo. A principal suspeita é de incêndio criminoso, porém acredita-se que o alvo principal fosse o Parlamento do país. O tráfico de drogas e de armas, bem como o branqueamento das cidades, continuaram a ser os problemas abordados pela Igreja à medida que procurava formas de estabilizar a sociedade surinamesa após décadas de agitação política.

## Atualmente

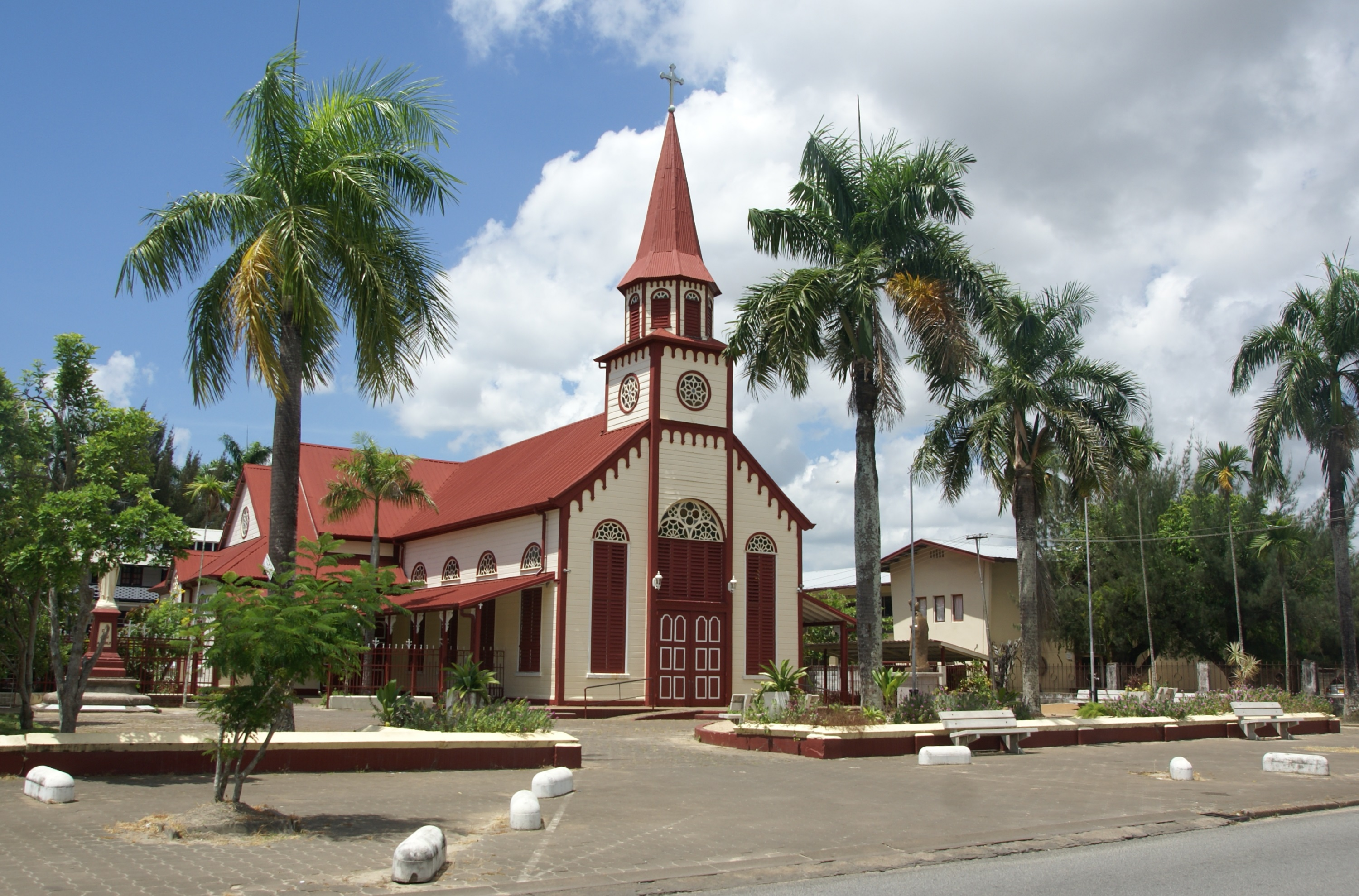
Igreja de Santo Afonso, em Paramaribo

Em 2000, havia 27 paróquias atendidas por seis padres seculares e 15 religiosos. Havia também nesse ano nove irmãos religiosos e 23 religiosas, que levavam ao funcionamento das 58 escolas primárias e 11 escolas secundárias geridas pela Igreja Católica, e que cuidavam de auxílio humanitário na região.
Apesar da diversidade étnico-cultural, o maior grupo religioso do Suriname são os cristãos. A Sexta-feira Santa, a Páscoa e o Natal são feriados públicos.
Em 2015, foi inaugurada no país a primeira paróquia católica voltada à comunidade brasileira do Suriname, onde as missas são celebradas em português, por padres brasileiros, os quais começaram a chegar no país em 2001, com intuito de auxiliar na evangelização. A comunidade católica brasileira de Paramaribo tem como padroeira Nossa Senhora de Nazaré. A partir de 2015, ess comunidade passou a organizar o Círio de Nazaré na capital surinamesa, tal como é feito em Belém do Pará.
O Suriname e a vizinha Guiana são os únicos países da América do Sul que nunca foram visitados por um papa.

## Organização territorial

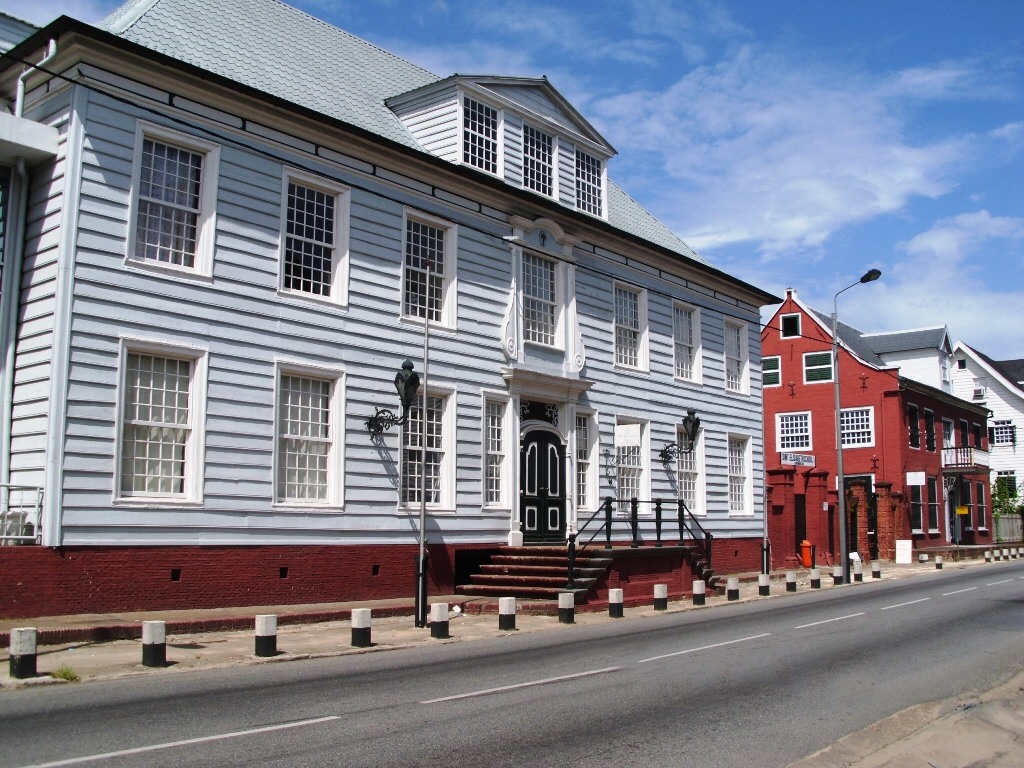
Residência episcopal da Diocese de Paramaribo, Suriname.

O catolicismo está presente no país com apenas uma diocese, a Diocese de Paramaribo, que abrange todo o território surinamês. Ela é sufragânea da Arquidiocese de Port of Spain, sediada em Trinidad e Tobago.

## Conferência Episcopal
A Conferência Episcopal das Antilhas foi criada em 1958, e é formada pela reunião dos bispos de diversos países e territórios da região do Caribe, incluindo o do Suriname.

## Nunciatura Apostólica
A Nunciatura Apostólica do Suriname foi estabelecida em 1994.

## Beatos
- Pedro Donders[13][19]